# Rida al-Rikabi
Ali Pasha Rida Al Rikabi (1868 - 25 de maio de 1943) foi o primeiro chefe de governo da Síria moderna de 30 de setembro a 5 de outubro de 1918 e  primeiro-ministro da Síria em 1920. Foi também foi primeiro-ministro da Transjordânia por duas vezes: de 30 de março de 1922 a 1 de fevereiro de 1923 e de 3 de março de 1924 a 26 de junho de 1926.
Durante a última fase de domínio otomano no Oriente Médio, Al Rikabi ocupou posições de destaque. Depois que os turcos otomanos partiram das terras árabes, em 1918, ele formou a primeiro governo na história da Síria sob o príncipe Faisal, terceiro filho Xarife Hussain de Meca. Mais tarde, durante dois períodos (1922 e 1924-1926), como primeiro-ministro da Jordânia, Al Rikabi estabeleceu o sistema administrativo e financeiro da Jordânia. Apoiou a Revolta Síria de 1925 contra o mandato francês, enquanto foi primeiro-ministro da Jordânia.